# Gertraude Kruse
Gertraude Kruse (* 25. Oktober 1939 in Hannover) ist eine deutsche Politikerin (SPD), ehemalige Landrätin des Landkreises Hannover und ehemaliges Mitglied des Niedersächsischen Landtages.

## Leben
Kruse arbeitete vor ihrer politischen Laufbahn als chemisch-technische Industriekauffrau. Der Sozialdemokratischen Partei Deutschlands trat sie im Jahr 1966 bei, später wurde sie für den SPD-Bezirk Hannover Schatzmeisterin. Bis zum Jahr 1992 wirkte sie als Aufsichtsratsmitglied der Kreissiedlungsgesellschaft Hannover. Sie war Verwaltungsratsmitglied der Kreissparkasse Hannover und Mitglied des Kreditausschusses.  In der Gemeinde Pattensen war sie in den Jahren 1986 bis 1991 Ratsmitglied und finanzpolitische Sprecherin. Die Kreistagsabgeordnete (ab 1981) des Landkreises Hannover wirkte ab 1991 zudem als Vorsitzende der SPD-Fraktion.
Vom 21. Juni 1990 bis zum 16. Dezember 1998 war sie Mitglied des Niedersächsischen Landtages (12. bis 14. Wahlperiode). 1996 wurde sie vom Kreistag zur Landrätin des Landkreises Hannover gewählt und übte dieses Amt aus, bis sie Ende 1998 zur Regierungspräsidentin des Regierungsbezirks Hannover ernannt wurde. Sie war bis 2003 letzte Inhaberin dieses Amtes; Im Jahr 2004 wurden die Bezirksregierungen in Niedersachsen abgeschafft.
Kruse ist Mitglied verschiedener Vereine und Verbände, darunter der IG Chemie-Papier-Keramik, der Arbeiterwohlfahrt, dem Sozialverband Deutschland, dem DRK, der Deutsch-Israelischen Gesellschaft, dem Bund für Umwelt und Naturschutz Deutschland und dem Deutschen Alpenverein.
Sie ist verheiratet und hat zwei Kinder. 2025 wurde sie zur Ehrenbürgerin der Stadt Pattensen ernannt.